# گمینا شراکوو
گمینا شراکوو (به لهستانی:  Gmina Sieraków) یک گمینا در لهستان است که در شهرستان مینزخود واقع شده‌است. گمینا شراکوو ۲۰۳٫۳۱ کیلومتر مربع مساحت و ۸٬۶۴۹ نفر جمعیت دارد.